# プルラマイシンA
プルラマイシンA（英：Pluramycin A）は、核酸の生合成を阻害する抗生物質・抗がん剤である。天然産のプルラマイシンは四環式4H-アントラ[1,2-b]ピラン-4,7,12-トリオン部分A-Dを芳香族コアとして持つ、C-アリール配糖体系抗生物質の重要なグループである。D-リングは、C-アリール配糖体結合で付加された2つのデオキシアミノ糖で修飾されている。E-リング糖はアンゴロサミンで、抗生物質のアンゴラマイシンにも含まれる炭水化物である。F-リング糖はバンコサミンのN,N-ジメチル誘導体で、糖ペプチド抗生物質バンコマイシンに含まれる糖である。
これらの化合物は、DNAアルキル化によりin vitroで抗腫瘍活性を示し、2つの近位アミノ糖であるD-アンゴロサミンとN,N-ジメチル-L-バンコサミンは、四環式発色団のインターカレーションにおける配列認識において重要な役割を果たす。